# Miro à ventre citron
Microeca flavigaster
Espèce
Statut de conservation UICN

 LC  : Préoccupation mineure
Le Miro à ventre citron (Microeca flavigaster) est une espèce de petits passereaux de la famille des Petroicidae.

## Répartition
On le trouve en Australie, Indonésie et Papouasie-Nouvelle-Guinée.

## Habitat
Il vit dans les mangroves et les forêts humides de plaine tropicales et subtropicales.

## Sous-espèces
D'après Alan P. Peterson, il existe six sous-espèces :
- Microeca flavigaster flavigaster Gould 1843 ;
- Microeca flavigaster flavissima Schodde & Mason,IJ 1999 ;
- Microeca flavigaster laeta Salvadori 1878 ;
- Microeca flavigaster laetissima Rothschild 1916 ;
- Microeca flavigaster tarara Rand 1940 ;
- Microeca flavigaster tormenti Mathews 1916.